# Christliche Erziehung
Die christliche Erziehung war von der Entstehung des Christentums bis ins 20. Jahrhundert hinein die in der westlichen Welt vorherrschende Strömung der Erziehung. Obwohl sie mit der Katechese zusammenfällt und ihr Ziel einheitlich der Glaube ist, umfasst die christliche Erziehung eine Vielzahl von Erziehungskonzepten, deren Schwerpunkte und Normen durchaus heterogen sind und sich im Laufe der Geschichte erheblich gewandelt haben.
Vom 18. Jahrhundert an gingen aus der christlichen Erziehung zunehmend säkulare, reformpädagogische Bewegungen wie der Philanthropismus hervor. Ebenfalls im 18. Jahrhundert hat sich aus der christlichen Theologie als weltliche Wissenschaft die Pädagogik herausdifferenziert.

## Das Christentum als Pädagogik
Das Christentum entstand mit dem Anspruch einer Erneuerung des bereits in der hebräischen Bibel bestehenden Bundes Gottes mit den Menschen, dessen äußeres Zeichen Jesus Christus war. Christus erschien im Neuen Testament als der erwartete Heiland, als Erlöser, wobei der Begriff der Erlösung pädagogisch gefasst war, nämlich als Befreiung des seit dem Sündenfall schuldig geborenen Menschen von der Sünde. Bereits für den griechischen Theologen Clemens von Alexandria (um 150‒um 215) war Christus der göttliche Erzieher, der alle Lehrer der Menschheitsgeschichte übertrifft; die christliche Religion ist für ihn die wahre Paideia. Unter Hinweis auf Matthäus Mt 18,17  haben die christlichen Konfessionen bis ins 20. Jahrhundert Anspruch auf eine universale Lehrgewalt vertreten.

## Theologische Begründung und Frühgeschichte der christlichen Pädagogik

### Unterschiede zur antiken und zur jüdischen Erziehung

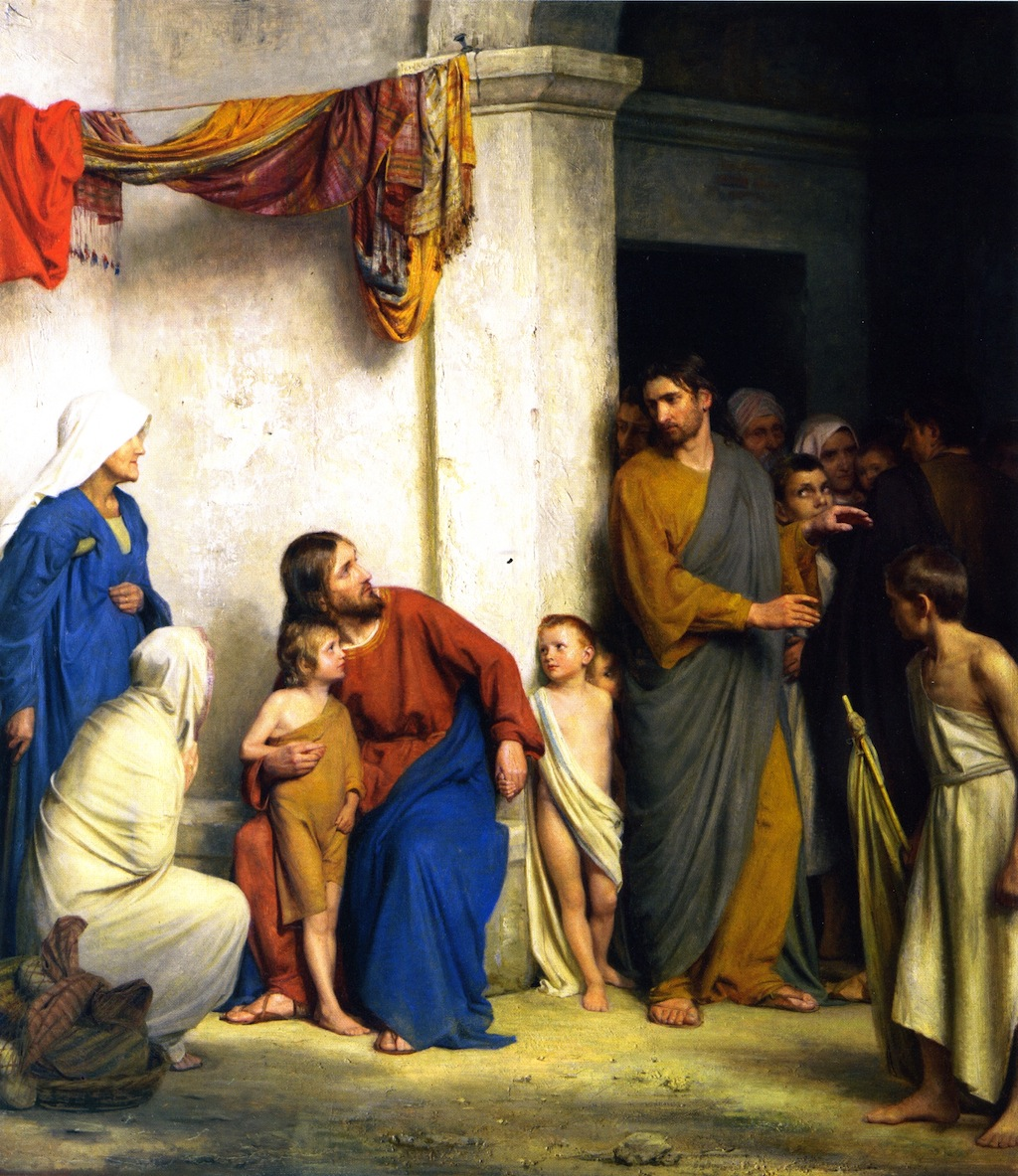
„Lasst doch die Kinder zu mir kommen, und hindert sie nicht daran! Gottes Reich ist ja gerade für solche wie sie bestimmt.“ (Markus 10,14)
Gemälde von Carl Bloch, 19. Jahrhundert

Weil die Erlösung nicht durch äußere Mittel wie z. B. Opfer, sondern nur von innen heraus ‒ durch Buße und Glauben ‒ erlangt werden kann, zielt die christliche Erziehung nicht auf eine Entwicklung intellektueller oder praktischer Fähigkeiten, sondern vielmehr darauf, die Persönlichkeit für die christliche Botschaft empfänglich zu machen. Während der Gegenstand der antiken Erziehung der künftige Staatsbürger war und die jüdische Erziehung sicherstellen sollte, dass die Gesetze befolgt würden, standen im Mittelpunkt der christlichen Erziehung die künftigen Bürger eines Reiches, das nicht von dieser Welt ist. Da Gott kein Ansehen der Person kennt, wurden im Christentum ‒ anders als in Griechenland und Rom ‒ auch Frauen, Sklaven und Lohnarbeiter als der Erziehung für würdig und bedürftig erachtet.

### Pädagogik des Evangeliums
Das Evangelium bzw. die Lebensgeschichte Christi gibt wenig direkte Anleitung für die christliche Erziehung. Matthäus 18,2‒14 und Markus 10,13‒16 sind allerdings dahingehend interpretiert worden, dass Kinder ‒ obwohl sie sündig und mit einem Eigenwillen geboren werden, der Gottes heiligem Willen entgegengesetzt sei ‒ ein Potenzial zum Guten haben, das noch weder durch die verderblichen Einflüsse der Welt noch durch eine bereits erstarkte Sündenlust oder durch Sündengewohnheiten ausgehöhlt sei, und das, weil das Kind voller Vertrauen sei, auf Erziehung noch stark anspreche. Jean Paul (1763–1825) formulierte auf dieser Grundlage später sein pädagogisches Prinzip, nach dem der Geist der Erziehung nichts anderes sei „als das Bestreben, den Idealmenschen, der in jedem Kind verhüllt liegt, frei zu machen durch einen Freigewordenen“.

### Paulus

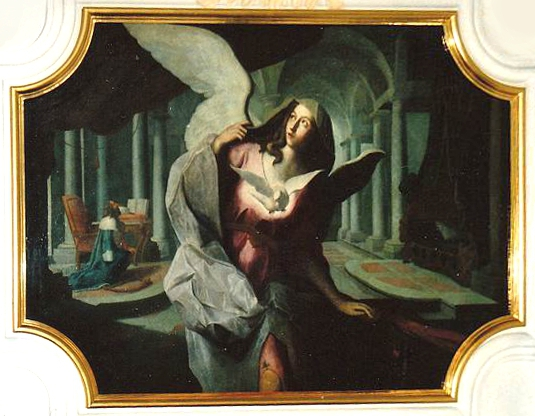
Die Apostolischen Väter richteten die christliche Erziehung im 1. und 2. Jahrhundert auf die Gottesfurcht aus.
Allegorisches Gemälde von Peter Horemans (1753) in der Münchener Heilig-Geist-Kirche

Bei den Aposteln und urchristlichen Missionaren, besonders Paulus, finden sich auch erste explizite Hinweise auf die Erzieherrolle der Eltern. Paulus erteilt Anweisungen wie „Ihr Väter, erbittert eure Kinder nicht, auf daß sie nicht scheu werden.“ (Kolosser 3,21) und „Und ihr Väter, reizet eure Kinder nicht zum Zorn, sondern zieht sie auf in der Vermahnung zum Herrn.“ (Epheser 6,4). Explizit um die mütterliche Erziehung geht es hier nur vereinzelt, wobei den Müttern das Seelenheil ihrer Kinder allerdings besonders am Herzen liegt. Die Kinder werden einfach an das fünfte Gebot erinnert: „Ihr Kinder, seid gehorsam euren Eltern in dem Herrn, denn das ist billig.“ „Ehre Vater und Mutter“ – das ist das erste Gebot, das Verheißung hat: „auf daß dir’s wohl gehe und du lange lebest auf Erden.“ (Epheser 6,1f).
Zu den Unterrichtsgegenständen, die in der paulinischen Pädagogik explizit angegeben werden, zählt auch die Kenntnis der Heiligen Schrift, wobei das christliche Neue Testament zunächst teilweise nur mündlich tradiert wurde und vor dem 4. Jahrhundert auch noch nicht abschließend kanonisiert war.

### Die apostolischen Väter
Die apostolischen Väter erneuerten das Gebot des Gehorsams und der Ehrerbietung gegen die Eltern. Zu den ersten christlichen Schriften, in denen der Erziehungsauftrag der Eltern explizit beschrieben wird, zählt der Barnabasbrief: „Ziehe die Hand nicht zurück von deinem Sohn, von deiner Tochter, sondern von Jugend auf lehre sie die Furcht des Herrn“, ein Auftrag, den Polykarp von Smyrna ausdrücklich auch den Müttern erteilt. Das Gebot der Gottesfurcht, die bei den apostolischen Vätern zum zentralen christlichen Erziehungsziel wird, geht bei Clemens von Rom auf Psalmen 34,12 zurück. Die weiteren Aufgaben fasst Polykarp folgendermaßen zusammen: „Desgleichen (sollen) auch die Jünglinge untadelig (sein) in allem, vor allem der Keuschheit sich befleißen und sich selbst zügeln und zurückhalten vor allem Bösen; denn es ist gut, sich loszureißen von den Begierden der Welt, weil jede Begierde ankämpft wider den Geist und weil weder Hurer noch Weichlinge noch Knabenschänder das Reich Gottes erben werden, noch die, welche Unordentliches tun. Deshalb muß man sich von all dem enthalten, im Gehorsam gegen die Presbyter und die Diakonen wie gegen Gott und Christus; die Jungfrauen sollen in untadeligem und keuschem Gewissen wandeln.“ In den apostolischen Konstitutionen wird Eltern erstmals auch aufgegeben, sich ihre Kinder für deren Seelenheil zu unterwerfen und sie reichlich zu züchtigen.

### Die Kirchenväter
Zu einem organisierten Glaubensunterricht, der auf die Taufe vorbereitete, kam es erstmals in der Zeit Justins des Märtyrers (†  165) und mit größerem Erfolg in der Zeit von Origenes († um 254). Bereits Clemens von Alexandria († um 215), Origenes’ Vorgänger an der Katechetenschule von Alexandria, hatte mehrere pädagogische Schriften hinterlassen, von denen z. B. der Paidagogós die christliche Erziehung bis ins Detail beschreibt.
Als größter christlicher Pädagoge der Spätantike gilt Augustinus von Hippo, dessen um 405 entstandene Schrift De Catechizandis Rudibus (De Cat. Rud.) zwar auf den Erwachsenenunterricht zugeschnitten war, aber eine Fülle von Hinweisen zur Erziehung bot, wobei zu Augustinus’ zentralen Erziehungszielen die christliche Liebe (als Gottesliebe und Nächstenliebe) zählt; als Hauptbedingung eines erfolgreichen Unterrichtes nennt er die Freudigkeit des Lehrers, der im Umgang mit dem Schüler Freundlichkeit, Geduld und Selbstvervollkommnung sucht. Auch von Hieronymus (347‒420) sind zwei Briefe mit pädagogischem Inhalt überliefert.

## Christliche Erziehung im Mittelalter
Anders als Philippe Ariès es in seiner Geschichte der Kindheit dargestellt hat, waren das Leben der Kinder und das Verhältnis zwischen Eltern und Kindern zwar anders als heute und in seiner Distanz für uns fremd, aber dieses Verhältnis wurde durchaus als liebevolle Zuwendung konzipiert und praktiziert. Das Bild vom Kind entsprach dem des Urchristentums: es wurde gleichzeitig als sündhaft und als erziehbar begriffen.

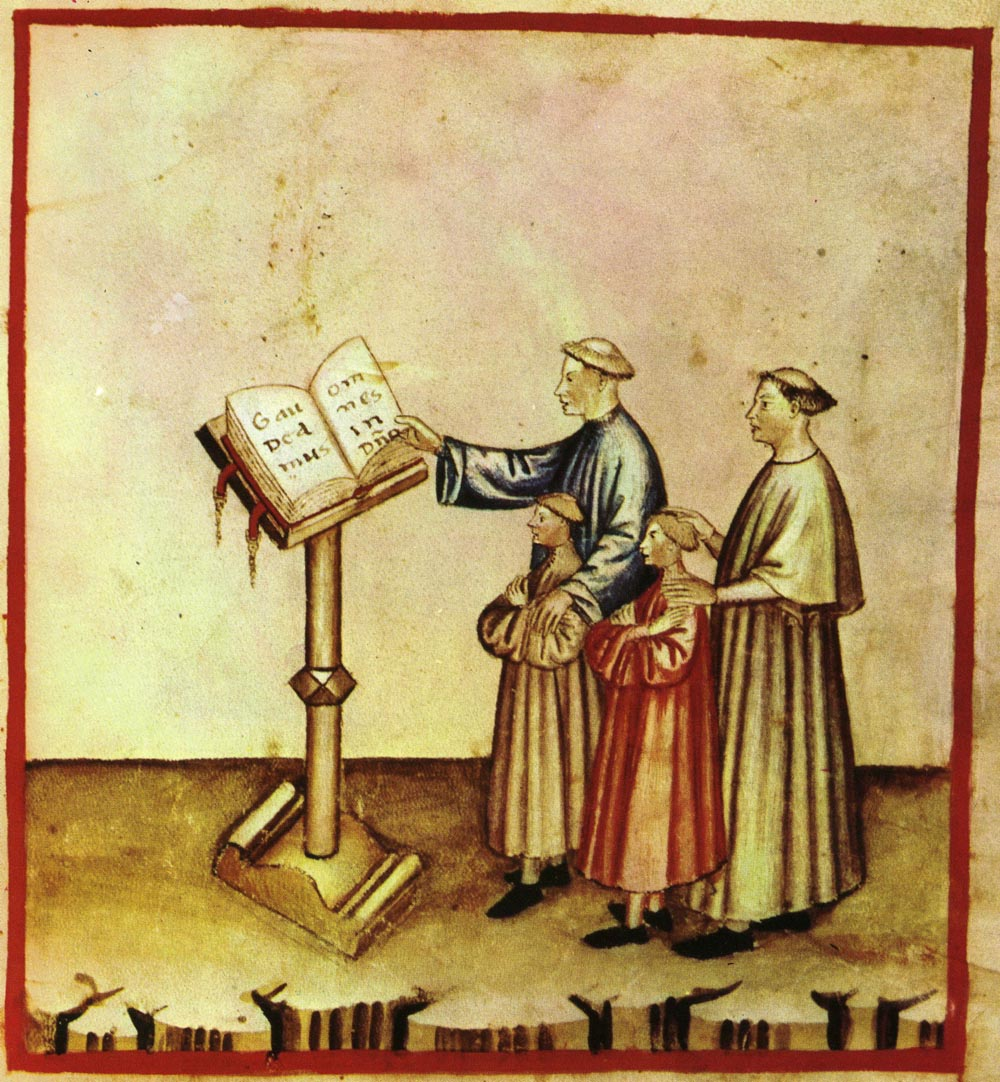
Geistlicher Gesang war ein wichtiger Bestandteil der klösterlichen Erziehung.
Darstellung aus dem 14. Jahrhundert

### Klostererziehung
Zu den Antworten des Christentums auf die praktische Schwierigkeit, in der Welt auf ein Reich hinzuleben, das nicht von dieser Welt ist, zählt das im 2. Jahrhundert begonnene und vom 4. Jahrhundert an sich rasch ausbreitende Mönchtum. Vom 6. Jahrhundert entstanden, von Franken ausgehend, auch erste Frauenklöster. Die Jugend, die seit dem 5. und 6. Jahrhundert mehrheitlich bereits getauft war, konnte hier in der asketischen Weltentsagung nicht nur die christliche Lehre, sondern, etwa unter Basilius, auch die für nützlich erachteten Teile der antiken Bildung studieren. Basilius’ um 355 festgelegte detaillierte Mönchsregel hatte starken Einfluss auf das orthodoxe Klosterwesen und ist darüber hinaus ein bedeutendes Zeugnis der christlichen Pädagogik dieser Zeit. Einfluss auf das gesamte mittelalterliche Klosterwesens hatte die im 6. Jahrhundert von Benedikt von Nursia verfasste Mönchsregel, die Regula Benedicti. Benedikt forderte von Ordensleuten nicht nur Gehorsam, Keuschheit und Armut, sondern wollte sie auch dauerhaft an das Kloster binden und zur Arbeit erziehen, damit sie gegen die Versuchungen geschützt seien, die drohen, wenn man nicht gerade betet. Ziel der benediktinischen Menschenformung war die Bereitschaft der Gläubigen zur Imitatio Christi.
Während Benedikts Pädagogik ganz auf die religiös-sittliche Zucht gerichtet war, wurde unter dem Einfluss von Cassiodor (um 485 bis um 580) auch die Wissenschaft zur Berufsarbeit der Mönche, wobei die Sieben Freien Künste den Grundstock des weltlichen Wissens bildeten. An den Benediktinerklöstern entstanden Klosterschulen (Mönchsschulen), in die künftige Ordensleute schon im frühen Kindesalter aufgenommen wurden. Gegen Ende des 8. Jahrhunderts wurden daneben auch Außenschulen eingerichtet, in denen Laien und künftige Weltgeistliche unterrichtet wurden. Körperliche Strafen waren, wie u. a. Columban der Jüngere sich erinnert, ein allgegenwärtiges Erziehungsmittel.

### Karolingische Renaissance
Unter Karl dem Großen (747/748‒814) und dessen Berater Alkuin nahm das Bildungswesen im fränkischen Reich einen starken Aufschwung. Durch Sendschreiben wie die Epistola de litteris colendis (784/785) und die Admonitio generalis (789) gab Karl ein umfassendes Programm zur Bildungspflege in Auftrag, das von den kirchlichen Institutionen getragen werden sollte. An der Wiederbelebung der freien Künste war ihm deshalb so gelegen, weil er davon überzeugt war, dass ein tieferes Verständnis von Gottes Wort nur durch die Wissenschaft möglich sei. An den Klöstern und Bischofskathedralen (Domschulen)  entstanden Schulen, an denen Jungen als künftige Geistliche, aber auch als Laien ausgebildet wurden; weil Karl das ganze Volk bilden und sittlich erheben wollte, wurden die Schüler auch angeleitet, ihre Angehörigen zu Hause zu unterweisen. Karl wünschte, dass alle Christen das Vaterunser und das Glaubensbekenntnis auswendig wussten, und zwar „in lateinischer und in welcher Sprache“. In seinen pädagogischen Schriften wies Alkuin die Lehrmeister an, Ordnung und ernste Zucht zu üben, damit die Jungen fleißig seien und nicht durch Ausschweifung verdorben würden. In geringerem Umfang waren die karolingischen Bildungsreformen auch durch Persönlichkeiten wie Paulinus II. von Aquileia und Arn von Salzburg geprägt. Bei den Angelsachsen folgte Alfred der Große Karls Vorbild und ließ Klöster und Schulen gründen.
Nach dem Tode von Karls Enkel Lothar begann das karolingische Schulwesen zu verfallen, zumal auch die Päpste die klassischen Studien nicht unterstützten. Ausnahmen bildeten die großen ostfränkischen Klöster Fulda, Reichenau und St. Gallen, die Lehrerpersönlichkeiten wie Rabanus Maurus hervorbrachten. Dessen Werk De institutione clericorum galt als pädagogisches Gesetzbuch und als die erste Theorie einer vollständigen geistlichen Erziehung. Besonders Brun von Sachsen hat sich um die Klosterschulen verdient gemacht.

### Hoch- und Spätmittelalter
Die Wiederaneignung der griechischen Philosophie wurde fortgesetzt mit der Gründung der ersten europäischen Universitäten in Bologna (1088), Oxford (1167), Paris (1200), Cambridge (1209) und Salamanca (1218). Im Herrschaftsbereich der römisch-deutschen Kaiser entstanden die Universitäten in Karls-Universität Prag (1348), Wien (1365) und Heidelberg (1386). Die frühen Universitäten waren Zentren der Scholastik. Gleichzeitig wurden Stadt- und Lateinschulen gegründet, in denen der Nachwuchs von Kaufleuten und Gewerbetreibenden erstmals eine formalisierte standesspezifische Ausbildung erhalten konnte.
Zu den bedeutendsten pädagogischen Schriften des Hochmittelalters zählt das in den 1240er Jahren entstandene Werk De eruditione filiorum nobilium des französischen Dominikaners Vinzenz von Beauvais. Seinem Titel zum Trotz beschränkt das Buch sich keineswegs auf die Erziehung von Fürstenkindern, sondern ist eine Theorie der Erziehung im Allgemeinen. Vinzenz glaubte, dass die durch ihren himmlischen Ursprung zunächst reine Seele des Kindes der Sinnlichkeit verfällt, sobald sie in die Leibeshülle tritt; weil sie vom Augenblick der Geburt an weder zur Erkenntnis noch zum richtigen Handeln fähig und geneigt sei, bedürfe das Kind der Führung, und zwar sowohl in intellektueller als auch in moralischer Hinsicht. Während der Lehrer Weisheit mit Beredsamkeit, Gewandtheit und Erfahrenheit vereinigen müsse, fordert Beauvais beim Schüler Anlage (= Gedächtnis und Verstand), Übung und Zucht, wobei er unter letzterer die Bereitschaft des Schülers zum Lernen versteht, aber auch den Willen, Leben und Lehre in Einklang zu bringen.
Ein weiteres Schlüsselwerk der christlichen Pädagogik stammt von Thomas von Aquin. Dessen Schrift De magistro zeugt vom hohen Stellenwert, den das Lehren für Thomas hatte und das für ihn geradezu die ideale Lebensform darstellte, weil es Denken und Handeln ideal zusammenführe. Ziel der Erziehung war für ihn die Tugendhaftigkeit, die Entwicklung der vollkommenen Reife des Menschen gemäß seiner menschlichen Natur.

## Christliche Erziehung in der Neuzeit

### Evangelische Erziehung

#### Luther
Martin Luther entwickelte seine Pädagogik unter anderem 1520 im Sermon von den guten Werken. Mit Verweis auf das vierte Gebot fordert er vom Kind vor allem Gehorsam, und „daß der Kinder Eigenwille soll gebrochen, und sie demüthig und sanftmüthig werden“. Allerdings lehnte er es ab, Kinder nur über Furcht vor Strafe zu steuern, und meinte, dass Erziehung nur dort gelingen könne, wo Furcht vor den Eltern und Liebe zu den Eltern in einem ausgewogenen Verhältnis stehen und in ihrer Synthese Ehrerbietung hervorbringen. Charakteristisch für die Lutherische Pädagogik war ihre unmittelbare Begründung in der Biblischen Schrift.

#### Comenius
Als der große Pädagoge des 17. Jahrhunderts gilt Johann Amos Comenius, wobei heutige Autoren gern auf die Modernität seiner erzieherischen Ideen hinweisen, die christliche Theologie, auf der diese Ideen beruhen, aber ausblenden. Comenius vergleicht das Kind mit einer Pflanze, deren Wachstum und Gedeihen von Gott gegeben werde; der Erzieher müsse jedoch als ein gewissenhafter Gärtner wirken. Alleiniges Ziel von Erziehung ist es für Comenius, die verlorene Göttlichkeit des Menschen wiederherzustellen, wobei es ihm freilich nicht um die Verbesserung des individuellen Menschen, sondern um die „Vollendung“ der Menschheit im Ganzen geht.

#### Pietismus
Auch in der pietistischen Tradition war der Lehrer primär ein Seelsorger und Religionslehrer. So war die Pädagogik des Begründers der Franckeschen Stiftungen, August Hermann Francke, zentral auf Gott ausgerichtet. Die Grundzüge seiner Pädagogik hat Francke 1704 im Großen Aufsatz niedergelegt. Den Schöpfer durch ein Verhalten im Sinne der Nachfolge Christi zu ehren, war für ihn die Hauptaufgabe des Menschen, der durch eine rigorose Erziehung von früher Kindheit an nachgekommen werden soll. Gott wirkt im Individuum, sodass dessen Erfolge und Misserfolge Gott zugeschrieben und als Gottes Segen bzw. Prüfungen verstanden werden können, wobei der Mensch jedoch angehalten ist, die Dinge nicht einfach Gott zu überlassen, sondern seinen Hinweisen zu folgen. Während Franckes Bild vom Kind, ähnlich wie bei Luther, positiv war, hatte Johann Arndt, ein Vorläufer des Pietismus, das Kind für vom Mutterleibe an böse erachtet.

#### Gegenwart
In den Vereinigten Staaten propagiert der konservative Evangelikale James Dobson im Namen der Religion seit den 1970er Jahren eine verstärkt autoritäre Erziehung einschließlich empfindlicher körperlicher Strafen.

### Katholische Erziehung
Pädagogische Hauptschrift von Ignatius von Loyola sind die 1522/23 entstandenen Geistlichen Übungen. Im Zentrum der ignatianischen Pädagogik, die dieser Schrift bis heute nicht nur bei Exerzitien, sondern auch im schulischen Bereich folgt, steht das Seelenheil des Menschen.
Eine erhebliche Rolle spielt die katholische Pädagogik in der Neuzeit unter anderem in der Heimerziehung. So wird die Zahl der Kinder, die in den Jahren 1949 bis 1975 in katholischen Heimen untergebracht waren, allein in Deutschland auf 300.000 geschätzt. Zur humanitären Situation in den konfessionellen Kinderheimen, in denen es oft zu einem seelischen und/oder körperlichen Missbrauch der Kinder kam, haben die Evangelisch- und Katholisch-Theologischen Fakultäten der Ruhr-Universität Bochum 2008–2012 eine große Studie durchgeführt. (Siehe auch: Sexueller Missbrauch in der römisch-katholischen Kirche in Deutschland)
Immer auch ist die katholische Kirche ein wichtiger Schulträger gewesen. So wurden in Deutschland noch im Schuljahr 2015/2016 insgesamt 689 allgemeinbildende Schulen in katholischer Trägerschaft gezählt – dies entspricht 2,06 % aller allgemeinbildenden Schulen –, darunter vor allem Gymnasien (217), Förderschulen (162), Realschulen (141) und Grundschulen (83). Darüber hinaus betreibt die katholische Kirche auch berufsbildende Schulen (2015/2016: 215).
Des Weiteren prägte die katholische Moraltheologie die Erziehung bis in die Gegenwart. Dabei spielten die Sünden gegen die Schamhaftigkeit und Keuschheit eine besondere Rolle. Fritz Leist hat 1972 ein Buch veröffentlicht, in dem er die katholische Sexualerziehung aus psychotherapeutischer Perspektive kritisiert.

## Christliche Erziehung in Literatur und Film
Viele bedeutende Werke der Literatur und des Films haben Bilder bedrückender oder gar missbräuchlicher christlicher Erziehung in Elternhäusern oder konfessionellen Heimen vermittelt. Einige Beispiele:
- Charles Dickens: Oliver Twist (Roman, Großbritannien, 1837–1839)
- Charlotte Brontë: Jane Eyre (Roman, Großbritannien, 1847)
- Henrik Pontoppidan: Hans im Glück (Roman, Hauptwerk des Literatur-Nobelpreisträgers, Dänemark, 1898–1904)
- Peter Carey: Oscar und Lucinda (Roman, Australien, 1988)
- Die unbarmherzigen Schwestern (Spielfilm, Großbritannien, Irland, 2002)
- Das weiße Band – Eine deutsche Kindergeschichte (Spielfilm, Deutschland, Österreich, 2009)
- Philomena (Spielfilm, Großbritannien, 2013)